# 百万塔陀羅尼

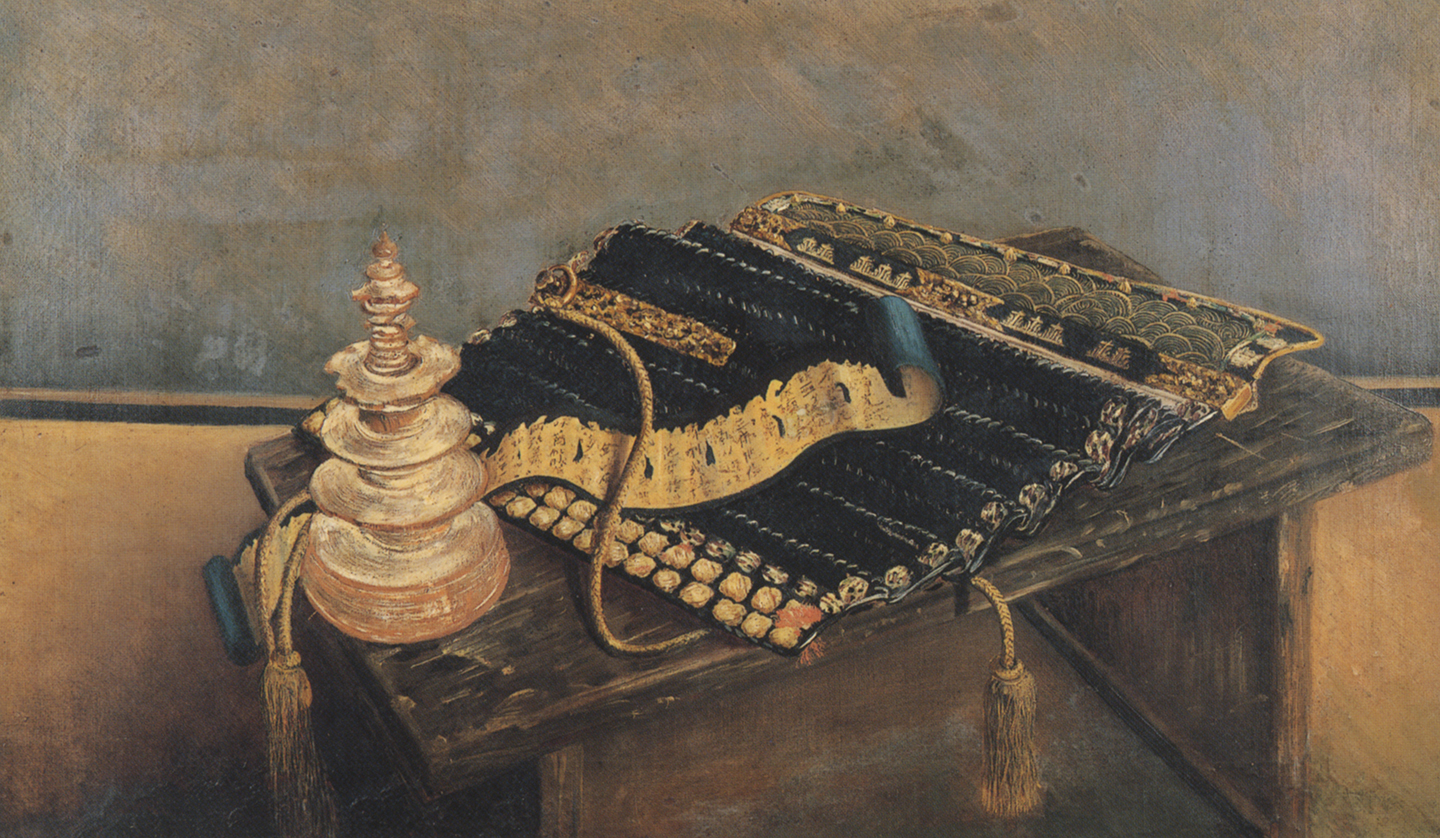
高橋由一筆「百万塔と鎧袖図」1877年（明治10年）

百万塔陀羅尼（ひゃくまんとう・だらに）は、奈良時代に制作された、百万基の木製小塔（「百万塔」）の中に納められた陀羅尼の総称である。

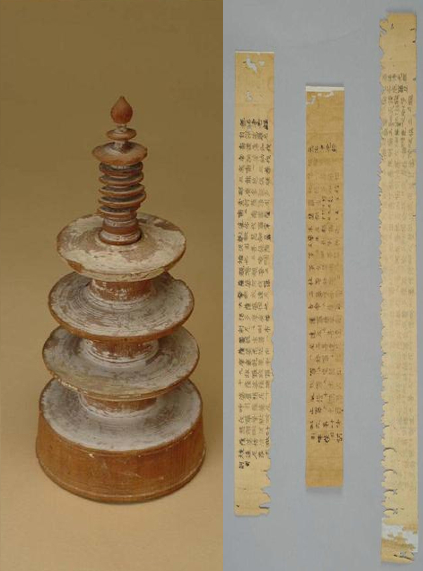
百万塔と陀羅尼

百万塔は奈良県の法隆寺に伝来した4万数千基が残存し、その多くが寺外に所蔵されている。陀羅尼は世界で最も古い印刷物のひとつで、刊行年代が明確な世界最古の現存印刷物である。陀羅尼は国宝の100点を含め約4000点が、法隆寺を中心に現存する。

## 背景

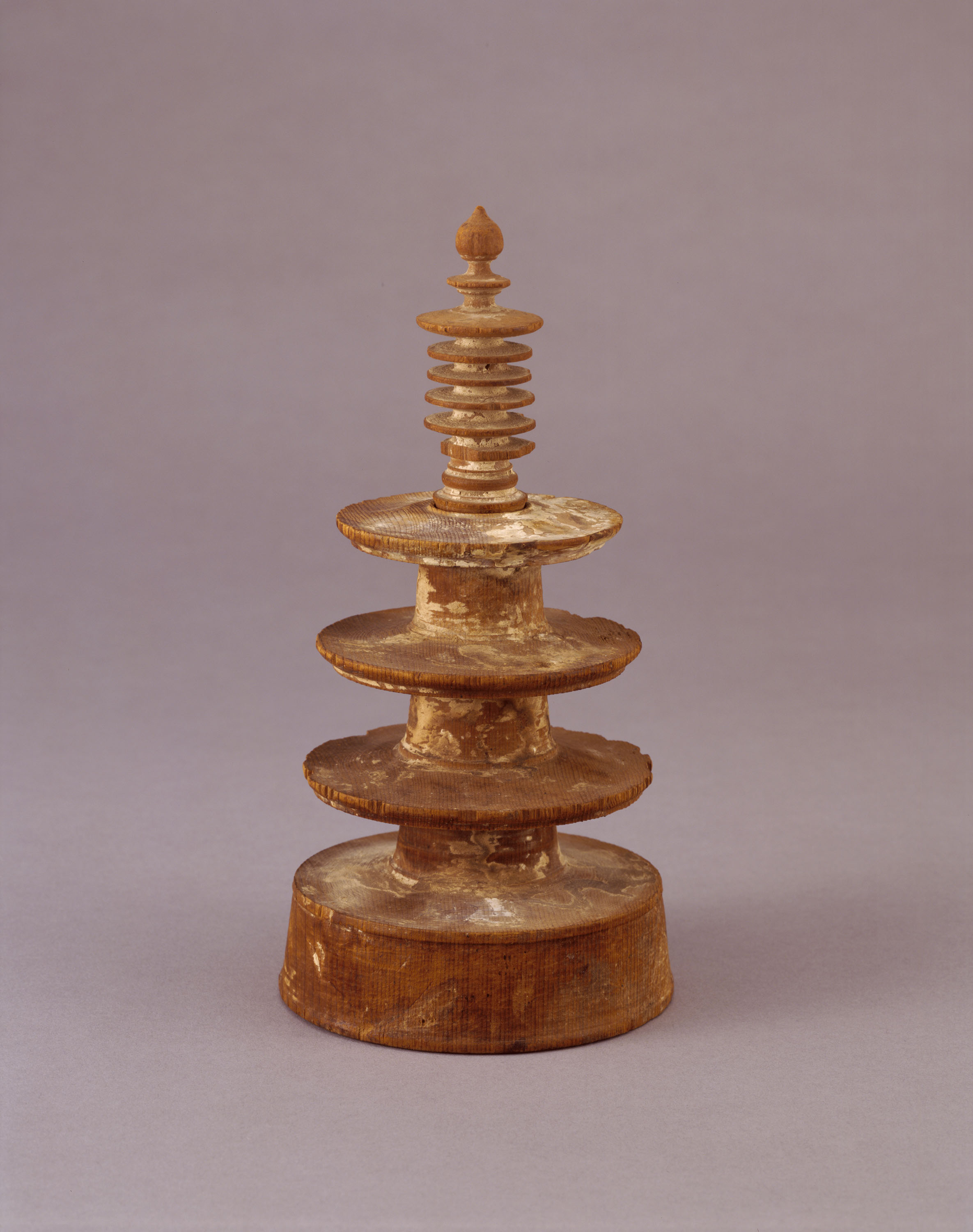
百万塔。九州国立博物館蔵。国立博物館所蔵品統合検索システムより提供。

764年（天平宝字8年）、恵美押勝の乱で亡くなった人々の菩提を弔うと共に、鎮護国家を祈念するために、称徳天皇が発願したもので、塔を建立することにより成仏できるとの教えを説いた経典『無垢浄光大陀羅尼経』に基づいて制作されたことが確実とされている。この事業は文献にも記録があり、『続日本紀』宝亀元年（770年）四月二十六日条に、完成した百万塔を諸寺に納めたことが記されている。この諸寺とは、大安寺・元興寺・興福寺・薬師寺・東大寺・西大寺・法隆寺・弘福寺（川原寺）・四天王寺・崇福寺の十官寺を指す。このうち、元興寺・薬師寺・法隆寺・興福寺・東大寺・西大寺の六寺には、「小塔院」と呼ばれる、百万塔などを納める堂宇も建立された。

## 百万塔

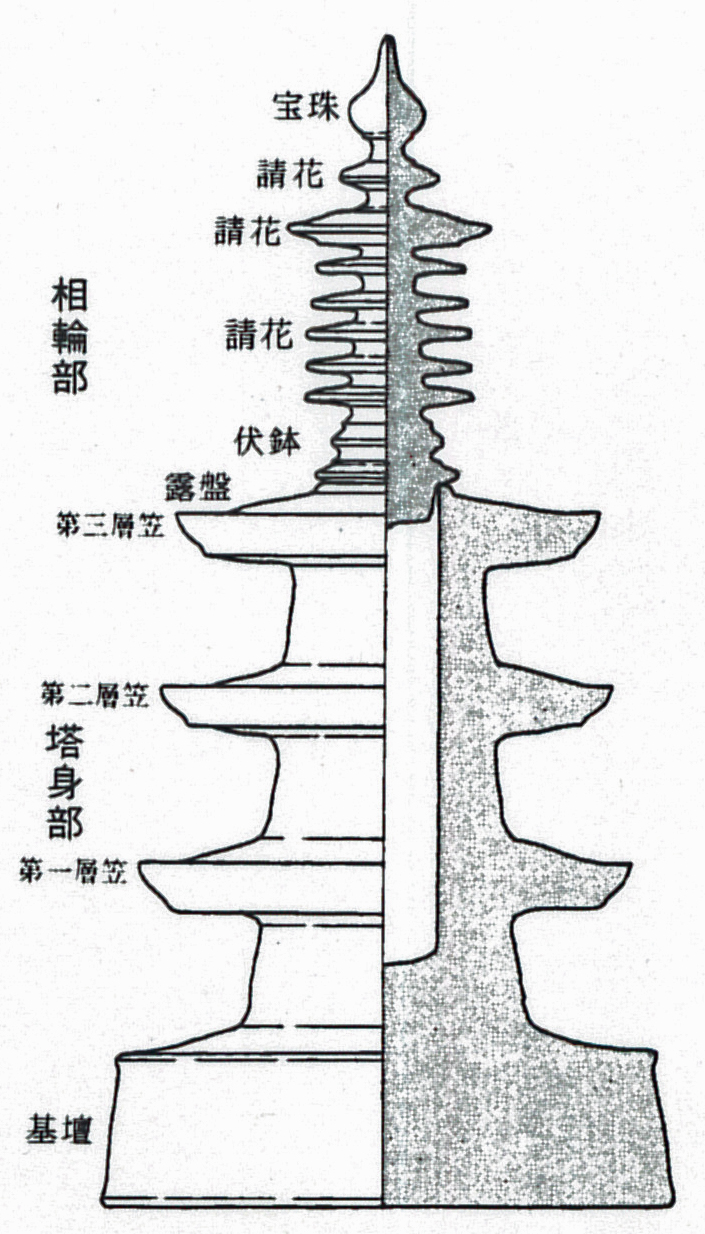
百万塔各部図解

木製三重小塔。塔身と相輪の2つから構成されており、塔身内部に陀羅尼を納める構造となっている。標準的なものは、総高21.2cm、基底部径10.6cm、塔身のみの高さ13.2cmである。塔身はヒノキ、相輪は、細かな細工がしやすいサクラ、サカキ、センダン等の広葉樹が用いられる。
塔身及び相輪は轆轤で挽いて鑿で削り、軸部上端を筒状にえぐり、そこに陀羅尼が納められる。相輪は塔身の上部にはめ込まれている。現在は殆どが素地になっているか、白色（胡粉もしくは白土）が残る程度だが、法隆寺所蔵品の中には、群青・緑青・朱・黄土色を残す基がある。基底部の裏面、相輪の基底部等に、制作年月日や、制作者の氏名が墨書されたものがある。
現存するものでは、法隆寺大法蔵殿に保存されている、塔身45,755基分・相輪26,054基分が最も多い。それ以外に、各地の博物館、個人に分蔵されている百万塔も、法隆寺旧蔵品だと推定される。その他に、平城宮発掘地から、未完成のまま遺棄された物が出土しており、宮内に百万塔工房があったと考えられる。

## 陀羅尼

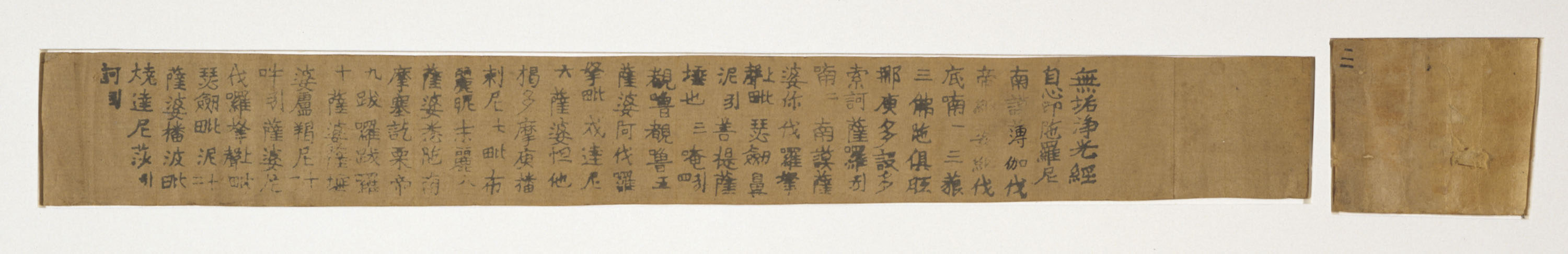
『百万塔陀羅尼』の内、「自心印陀羅尼法」東京国立博物館蔵。国立博物館所蔵品統合検索システム提供。右側が包み紙で「三」の墨書がある。

幅5.5cm、長さ25cm～57cmの料紙を繋げ、経巻にし、紙に包んでから、塔に納められた。使用されたその料紙は多種多様で、原料やその処理法、表面加工などからみて、さまざまな場所や工房で数多くの人々がその生産に従事したものと推定される。静嘉堂文庫所蔵の17巻の繊維を調査したところ、楮及び楮との混合品が15点を占めた。ほとんどの料紙は、虫害防止を兼ね、黄檗で染められ、滲み防止の膠が引かれた。
陀羅尼は印刷物であるが、これほど大量の印刷物を、1枚の木版で印刷することは、版が磨耗し、不可能なので、複数の版を用いたか、金属版を用いた可能性も指摘されている。また、版ではなく、木製ないし銅製のスタンプを用いた説もある。
『無垢浄光大陀羅尼経』において、 釈尊は、死期迫る婆羅門らに6種の陀羅尼を説き、『続日本紀』にも、「露盤の下に各根本・慈心・相輪・六度等の陀羅尼を置く」と記されているが、現存する陀羅尼、法隆寺蔵3962巻等には、「根本」「相輪」「自心印」「六度」の4種しか残っていない。「修造」「大功徳聚」は『続日本紀』にも記述がないので、最初から無かったとする説があるが、『無垢浄光大陀羅尼経』では「根本」「相輪」「修造」「自心（慈心）印」をセットにし、その後に「大功徳聚」「六波羅（六度）」を説いているので、前者4種の内、「修造」だけ除くのは不自然であり、むしろ婆羅門が問うたのではない「自心（慈心）印」を省略する方が自然とも言え、「修造」「大功徳聚」だけが現存しない可能性も捨てきれず、結論は出ていない。
『無垢浄光大陀羅尼経』は、則天武后下の704年（長安4年）、ないし、后が譲位し、国号が「唐」に戻った705年（神龍元年）に、漢訳された。そして直後の706年（神龍2年・聖徳王5年）には、新羅で同経が受容されたとみえる。日本への舶載時期は明らかでないが、遅くとも玄昉の請来による天平7年（735年）が確実とされ、それ以前に受容していた可能性もある。そして正倉院文書に含まれる天平9年（737年）の五月一日経の書写をもってその初見とされる。その後、内裏仏教における受容（天平勝宝6年＝754年）などを経て、最終的に経典から陀羅尼のみを抜き出して印刷し、百万基の木造小塔に納入する百万塔陀羅尼の形態に至るのである。
陀羅尼は前述のような経緯から、764年から770年にかけて制作されたもので、遺存する世界最古の印刷物として知られていた。その後1966年に、現在の大韓民国慶州市にある仏国寺三層石塔（釈迦塔）内の舎利容器に、木版摺の『無垢浄光大陀羅尼経』が発見され、国宝 126号に指定された。李弘植によれば、料紙は新羅製とされ、唐にて689年（載初元年）11月から8世紀初頭にかけて用いられた則天文字が使用されているという。13世紀末に編された『三国遺事』によれば、同寺は751年（景徳王10年）に造営が始まったと伝えられ、三層石塔（釈迦塔）も同時期の建立と推定されており、そこに納入された印刷本『無垢浄光大陀羅尼経』の作成は、李弘植の説によれば、天宝10年（751年、景徳王10年）以前という。上記のことにより、百万塔陀羅尼は、「現存する世界最古の印刷物」から、「制作年が明確な現存最古の印刷物」となった。
百万塔陀羅尼の木造小塔や印刷技術は新羅からの影響が考えられるが、陀羅尼が納入できる木造小塔を新たに規格して百万基も作成し、印刷の特性を活かして陀羅尼を量産するような実例は同時期の新羅にはみられない。先述した仏国寺の例についても、仏国寺のほかに発見例がなく、経典全文をただ一巻のみ納入し、印刷本の特性が生かされていない点が問題とされている。複数の塔（99基など）に陀羅尼のみを納入する形態が新羅で確認できるのは、9世紀の後期になってから、すなわち百万塔陀羅尼の百年あとからである。